# Sintal
Sintal, daljše Koncern Sintal, je največje slovensko podjetje za zasebno varovanje, upravljanje nepremičnin in druge storitve. Sintal je bil ustanovljen leta 1991. Koncern sestavlja več podjetij, ki pokrivajo celotno območje Slovenije, matično podjetje koncerna pa je Sintal d.o.o.
Podjetja, ki sestavljajo Koncern Sintal, imajo lastna vodstva, koncern pa ima skupno strategijo. Med podjetji koncerna Sintal so: Sintal d.o.o., Sintal Maribor d.o.o., Sintal Celje d.o.o., Sintal Obala d.o.o., Sintal Koroška d.o.o., Sintal Fiva d.o.o. ter Upravljanje zgradb in čistilni servis Sintal Eko d.o.o..

## Zgodovina
Ime Sintal je zloženka iz začetnih črk besed »Storitve, INTervencija in ALarm«, kar so bile ob ustanovitvi osnovne dejavnosti družbe. Danes Sintal opravlja štiri sklope dejavnosti: 
- storitve varovanja z varnostnim osebjem,
- projektiranje, vgradnja, vzdrževanje varnostnih sistemov,
- upravljanje stavb in
- druge storitve (servis gasilnikov, varstvo pri delu in varstvo pred požarom)[3].

Najprej se je podjetje osredotočalo na območje Ljubljane, sedaj podjetja koncerna pokrivajo vso Slovenijo. Koncern je stalno širil obseg svojega poslovanja in postal največje podjetje za zasebno varovanje v Sloveniji.
Koncern Sintal je edina varnostna družba, ki izvaja storitve varovanja na celotnem območju Slovenije brez podizvajalcev, ki uporablja lasten sistem radijskih povezav na vsem območju Slovenije in ki ima skladno z Zakonom o zasebnem varovanju dva lastna varnostno-nadzorna centra. Varnostniki in varnostnice koncerna Sintal so doslej zadržali več kot 1.000 vlomilcev.
- Sedež koncerna Sintal, Litostrojska 38, Ljubljana
- Nova stavba Sintala Celje

### Intervencijska mreža
Koncern Sintal je edina družba za varovanje v Sloveniji, ki ima mrežo intervencijskih skupin povsod po Sloveniji in tako lahko zagotavlja 24-urno intervencijo ob alarmu na celotnem območju države.
- Intervencijska mreža Sintala

## Velikost, zaposleni, prihodki
V letu 2016 so bili prihodki skupine okoli 54 milijonov evrov, koncern pa danes zaposluje 1960 ljudi . Sintal stabilno rast podjetja dosega z načrtnim in stalnim vlaganjem v razvoj (reinvestiranjem) in nima bančnih posojil. 

## Razvoj storitev, tehnične opreme in panoge
Sintal ima lastni razvojni oddelek, ki razvija izdelke in storitve varovanja in spremlja globalni razvoj panoge. To podjetju omogoča ponujanje naprednih varnostnih rešitev. Kot prvi so začeli uvajati nov sistem za varovanje bankomatov  in dimno zaveso za varovanje bencinskih črpalk. V zadnjih letih so razvili lasten sistem za pametne telefone, ki interventom omogoča lažje in boljše delo s stalno varno povezavo z varnostno-nadzornim centrom, ter spletno aplikacijo za nadzor nad objekti. Kot prvi v Sloveniji so pričeli raziskovati možnosti uporabe robotov v varovanju in predstavili prve ugotovitve leta 2017. 

### Vlaganje v razvoj panoge
V letu 2016 je družba Sintal Celje zaključila investicijo v nove poslovne prostore v Celju, ki bodo po navedbah medijev temelj za razvoj panoge na Savinjskem.

### Revija Sintalček
Koncern Sintal od leta 1998 izdaja revijo Sintalček, ki je edina strokovna revija za zasebno varovanje v Sloveniji. V njej strokovnjaki obravnavajo teme, kot so varnostni sistemi, alarmni sistemi, industrijski alarmi, varovanje bankomatov, pristopna kontrola, fizično varovanje, intervencija, vloga telekomunikacij v varovanju itd. V letu 2017 je pričel izhajati 20. letnik.  

### Preventiva
Družba Sintal je dejavna tudi na področju preventive kaznivih in drugih neželenih dejanj. Z anketnim vprašalnikom, ki ga je izvedla agencija Gideon, so ugotovili, da prebivalci Slovenije premalo upoštevajo osnovne varnostne napotke in zato izpostavljajo svoje domove grožnjam, na podlagi teh izsledkov pa so v Sintalu pripravili priporočila za varnejše ravnanje.   Informacije o ukrepih za večjo varnost na podlagi njihovih priporočil objavljajo tudi mediji.
V letu 2016 so na podlagi spremenjenih varnostnih razmer izvedli cikel izobraževanj za varnostno osebje in za javnost glede ravnanja v primeru terorističnih napadov.

## Naročniki storitev
Naročniki storitev Sintala so velika podjetja s kompleksnimi varnostnimi sistemi, finančne institucije, ki potrebujejo najvišjo stopnjo varnosti, prireditelji velikih športnih in drugih dogodkov, ter manjša podjetja in zasebni stanovanjski objekti. Med večjimi so Banka Slovenije, NLB d.d., Nova KBM d.d., KD Group, Mercator d.d., Spar Slovenija d.o.o., Engrotuš d.d., BTC d.d., Skupina Pivovarna Laško, UKC Ljubljana, Yaskawa, Kolektor (podjetje), Narodna galerija Slovenije, Adria Airways, Petrol, OMV, Adriatic Slovenica, Zavarovalnica Triglav, Sberbank banka, Hofer, POP TV , LIDL in drugi.